# Pinet Butte
Pinet Butte är en bergstopp i Antarktis. Den ligger i Östantarktis. Nya Zeeland gör anspråk på området. Toppen på Pinet Butte är 2 222 meter över havet.
Terrängen runt Pinet Butte är platt västerut, men österut är den kuperad. Trakten är obefolkad. Det finns inga samhällen i närheten.